# كيفن ميرفي (لاعب كرة قدم أمريكية أمريكي)
كيفن ميرفي (بالإنجليزية: Kevin Murphy)‏ هو لاعب كرة قدم أمريكية أمريكي، ولد في 4 يوليو 1965 في سيراكيوز في الولايات المتحدة.

## وصلات خارجية
- كيفن ميرفي (لاعب كرة قدم أمريكية أمريكي) على موقع JustSportsStats.com (الإنجليزية)